# Марченко Кирило Олександрович
Кири́ло Олекса́ндрович Ма́рченко (* 1997) — український баскетболіст, свінгмен.

## З життєпису
Походить із баскетбольної родини.
Бронзовий призер Суперліги сезону 2017/2018 років, член національної збірної. 2018 року одружився.
Був в складі студентської збірної України — Зотов Віталій (капітан), Кондраков Юрій, Марченко Кирило, Петров В'ячеслав, Сидоров Ілля — на Універсаді-2019; команда здобула історичну срібну медаль (головний тренер Степановський Віталій Васильович).